# Ba chức vụ (Kitô giáo)

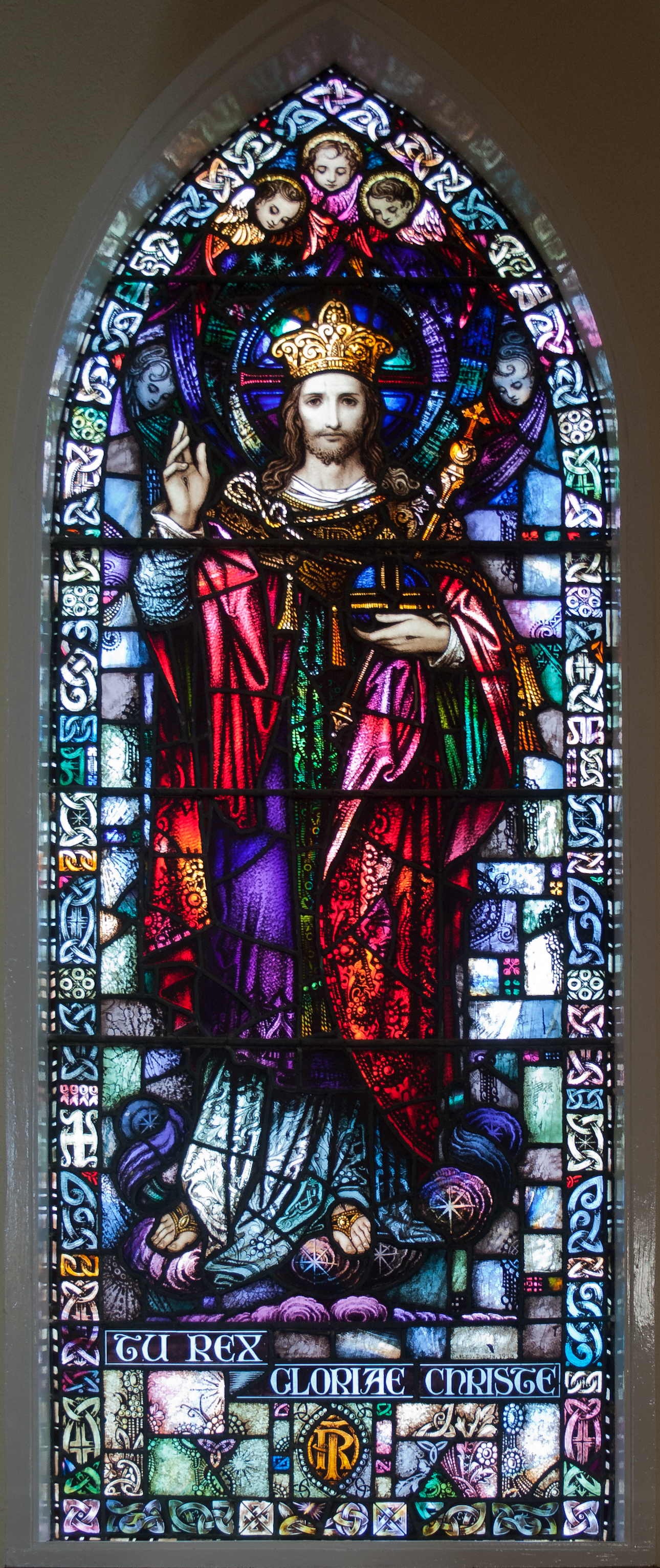
Cửa sổ kính màu ghép miêu tả Chúa Kitô Vua tại Nhà thờ Thánh Joseph, Tipperary, Cộng hòa Ireland

Ba chức vụ hay ba chức năng của Đức Jesu Kitô (tiếng Latinh: munus triplex) là một học thuyết trong thần học Kitô giáo, đặt nền tảng trên các giáo huấn của Thánh Kinh Cựu Ước. Các hệ phái Kitô giáo khác nhau thì có quan điểm khác nhau về cơ sở của nó trong Cựu Ước. Học thuyết này từng được thánh Eusebius thành Caesarea mô tả và được Jean Calvin tiếp tục hoàn thiện.
Học thuyết này cho rằng Đức Jesu Kitô thi hành ba chức năng (hay ba chức vụ) khi còn rao giảng ở dưới trần gian – tiên tri, tư tế và vương đế.
Trong Cựu Ước, bất kỳ người Israel nào được thánh hiến cho Thiên Chúa để thi hành một trong ba chức vụ trên thì được xức dầu nhân danh Thiên Chúa bằng cách rưới dầu lên trên đầu. Vì thế, thuật từ "messias", trong tiếng Latinh nghĩa là "người được xức dầu", có mối liên hệ với khái niệm ba chức vụ. Trong khi chức vụ vương đế liên quan mật thiết với Đấng Messias, thì chức vụ tư tế của Chúa Giêsu, tựu trung Người chuyển cầu cho các tín hữu trước Thiên Chúa, cũng được nêu bật trong Kinh Thánh Tân Ước và được quảng diễn cách trọn vẹn trong Thư gửi tín hữu Do Thái, từ chương 7 đến chương 10.

## Mô tả về ba chức vụ
Thánh Eusebius là người đã thảo ra học thuyết ba chức vụ ngang qua đoạn văn sau: "Và chúng tôi cũng từng được dạy rằng có một số lượng tiên tri nhất định, nhờ hành động xức dầu thánh, đã trở nên dự hình của đấng Kitô, để tất cả các vị này đều quy chiếu tới Đấng Kitô đích thực, Người là thượng tế duy nhất trong hàng tư tế, là Đức Vua duy nhất của tất cả các loài thụ tạo, và là vị tiên tri tối cao trong số các tiên tri của Đức Chúa Cha."

## Trong Công giáo La Mã
Sách Giáo lý Hội Thánh Công giáo cho rằng: "Chúa Jesu đã thực hiện niềm hy vọng về Đấng Messias của Israel trong ba nhiệm vụ của Người là Tư tế, Tiên tri và Vương đế."